# 오사카 시립 대학
오사카 시립 대학(일본어: 大阪市立大学,Osaka City University)은 일본의 시립 대학이다. 대학 본부는 오사카시 스미요시구(住吉區)에 있다.
2022년 4월 오사카 부립 대학과 통합하여 오사카 공립대학으로 개편되었다.

## 연혁
오사카 시립 대학의 기원은 고다이 도모아쓰 등 상인들이 설립한 오사카 상업강습소(大阪商業講習所)이다. 1900년, 일본 제국의회는 제2 관립(국립) 고등 상업학교를 고베에 설치할 것을 결정했다(1902년 설립: 현 고베 대학). 오사카 시는 그 학교에 대항해, 1901년에 시립 오사카 고등 상업학교를 설립했다. 이 학교가 1928년에 오사카 상과대학(大阪商科大學: 일본 최초의 시립대학)이 되었다.
- 1880년 오사카 상업강습소 창설.
- 1889년 시립 오사카 상업학교로 개칭.
- 1901년 시립 오사카 고등 상업학교로 승격.
- 1928년 오사카 상과대학으로 승격. 당시에는 무역, 경영, 금융, 시정(市政)의 4개 과를 두었는데, 이 가운데 시정과는, 일본 대학들 중에서는 최초의 도시행정학과였다.[1]
- 1949년 오사카 상과대학, 미야코지마 공업전문학교[2](都島工業專門學校), 오사카 시립 여자전문학교[3](大阪市立女子專門學校)를 통합해, 오사카 시립 대학 발족.
- 1955년 오사카 시립 의과대학(大阪市立醫科大學)을 통합.

## 건학이념
1928년 구제 3대 상과대학(旧三商大)중 하나인 오사카 상과대학 설립 당시, 오사카 시장이었던 세키 하지메(關一)의 "대학은 도시와 함께 있고, 도시는 대학과 함께 있다.", "국립대학의 복제판이 되어서는 안 된다."라는 방침이 현재까지도 오사카 시립 대학의 이념으로 자리잡고 있다.
이에 따라, 오사카 시립 대학은 사립대학과도, 국립대학과도 다른, 시립대로서의 독자성을 유지하고 있으며, 교내에 있는 정보처리센터를 오사카 시민들에게도 개방하고, 사회인을 위한 학부 및 대학원 입학제도를 많이 운영하는 등, 지역 주민과의 유대관계에도 적극적이다.

## 캠퍼스
- 스기모토(杉本) 캠퍼스: 대학본부 캠퍼스.
- 오사카부 오사카시 스미요시 구(住吉區) 스기모토(杉本) 3-3-138.
- 아베노(阿倍野) 캠퍼스: 의학부 캠퍼스.
- 오사카 부 오사카 시 아베노구(阿倍野區) 아사히마치(旭町) 1-4-3.

## 조직

### 학부
- 상학부
- 경제학부
- 법학부
- 문학부
- 이학부
- 공학부
- 의학부
- 생활과학부

### 대학원
- 경영학연구과
- 경제학연구과
- 법학연구과
  - 법조양성전공(법학전문대학원)
- 문학연구과
- 이학연구과
- 공학연구과
- 의학연구과
- 간호학연구과
- 생활과학연구과
- 창조도시(創造都市) 연구과

### 부속기관
- 학부 부속 연구시설
  - 의학부 부속 병원
  - 의학부 부속 도네야마(刀根山) 결핵연구소
  - 이학부 부속 식물원
- 부속 연구시설
  - 학술정보 종합센터 (도서관)
  - 도시 건강 스포츠 연구센터
  - 인권문제 연구센터
  - 대학교육 연구센터
  - 도시연구 플라자

## 주요 동문
1993년 오사카시립대 의학박사학위 취득하고, 2012년 노벨 생리학·의학상을 수상한 야마나카 신야 등이 있다.